# Милингпорт (Северна Каролина)
Милингпорт (енгл. Millingport) насељено је место без административног статуса у америчкој савезној држави Северна Каролина.

## Демографија
По попису из 2010. године број становника је 599.
| Група             | 2000.    | 2010.       |
| Белци             | 0 (0,0%) | 572 (95,5%) |
| Афроамериканци    | 0 (0,0%) | 4 (0,7%)    |
| Азијати           | 0 (0,0%) | 10 (1,7%)   |
| Хиспаноамериканци | 0 (0,0%) | 12 (2,0%)   |
| Укупно            | 0        | 599         |